# EK Волос Вероники
EK Волос Вероники (лат. EK Comae Berenices) — тройная звезда в созвездии Волос Вероники на расстоянии приблизительно 639 световых лет (около 196 парсек) от Солнца.
Пара первого и второго компонентов — двойная затменная переменная звезда типа W Большой Медведицы (EW). Видимая звёздная величина звезды — от +13,4m до +12,7m. Орбитальный период — около 0,2667 суток (6,4047 часа).

## Характеристики
Первый компонент — оранжевый карлик спектрального класса K0V**. Масса — около 1,03 солнечной, радиус — около 0,88 солнечного, светимость — около 0,423 солнечной. Эффективная температура — около 4768 K.
Второй компонент — жёлтый карлик спектрального класса G9V. Масса — около 0,338 солнечной, радиус — около 0,59 солнечного, светимость — около 0,243 солнечной. Эффективная температура — около 5310 K*.
Третий компонент — красный карлик спектрального класса M. Масса — от 0,286 до 0,37 солнечной*.